# Горка (Кировский район)
Го́рка — деревня в Шумском сельском поселении Кировского района Ленинградской области.

## История
На плане Генерального межевания Новоладожского уезда 1788 года вблизи деревни Пелчела на берегу «речки Войбокола» расположена деревня Горка.
На карте Санкт-Петербургской губернии 1792 года А. М. Вильбрехта упоминается село Горка.
На карте Санкт-Петербургской губернии Ф. Ф. Шуберта 1834 года оно обозначено как деревня Горка, состоящая из 37 крестьянских дворов.

ГОРКА — деревня принадлежит генерал-майорше Пистолькорс, число жителей по ревизии: 108 м. п., 109 ж. п. (1838 год)

На картах Ф. Ф. Шуберта 1844 года и С. С. Куторги 1852 года обозначена деревня Горка, состоящая из 37 крестьянских дворов.

ПЕЛЬЕВСКАЯ ГОРКА — деревня барона Вилье, по просёлочной дороге, число дворов — 37, число душ — 93 м. п. (1856 год)

ПЕЙЧЕЛЬСКАЯ ГОРКА — деревня владельческая при реке Ютине, число дворов — 37, число жителей: 113 м. п., 101 ж. п. (1862 год)

В 1864—1865 годах временнообязанные крестьяне деревни выкупили свои земельные наделы у душеприказчиков баронета Я. В. Виллие — умершего в 1854 году видного военного врача,лейб-хирурга, завещавшего полтора миллиона рублей на строительство в Санкт-Петербурге Михайловской больницы и памятника.
Сборник Центрального статистического комитета описывал деревню так:

ГОРКА — деревня бывшая владельческая при речке Горке, дворов — 41, жителей — 223. Часовня, лавка. (1885 год)

Согласно материалам по статистике народного хозяйства Новоладожского уезда 1891 года пустошь при селении Горка площадью 8 десятин принадлежала вдове унтер-офицера В. И. Ивановой и была приобретена в 1883 году за 300 рублей, имение при селении Горка площадью 95 десятин принадлежало дворянам А. В. и С. В. Мельницким и было приобретено до 1868 года.
В конце XIX века деревня административно относилась к Шумской волости 1-го стана Новоладожского уезда Санкт-Петербургской губернии, в начале XX века — 4-го стана.
По данным «Памятной книжки Санкт-Петербургской губернии» за 1905 год земли деревни Горка принадлежали коллежскому асессору Дмитрию Петровичу Ильину — 291 десятина и потомственному почётному гражданину Александру Дмитриевичу Кононову — 19 550 десятин.
Согласно военно-топографической карте Петроградской и Новгородской губерний издания 1915 года в деревне Горка была ветряная мельница.
С 1917 по 1927 год деревня Горка входила в состав Горского сельсовета Шумской волости Волховского уезда.
Согласно данным переписи населения СССР 1926 года в деревне Горка проживали 349 человек — все русские.
С 1927 года в составе Мгинского района.
По данным 1933 года деревня Горка являлась административным центром Горского сельсовета Мгинского района, в который входили 6 населённых пунктов: деревни Горка, Дусьево, Кильтово, Пельгали, Пиргора, Филиксово, общей численностью населения 1199 человек.
По данным 1936 года в состав Горского сельсовета входили 6 населённых пунктов, 202 хозяйства и 6 колхозов.

План деревни Горка. 1941 год

Согласно топографической карте РККА 1941 года деревня насчитывала 65 дворов, в центре деревни и на её восточной окраине, на берегу реки Гаричи (Войбокала), находились часовни.
С 1954 года в составе Шумского сельсовета.
С 1960 года в составе Волховского района.
В 1961 году население деревни Горка составляло 234 человека.
По данным 1966 и 1973 годов деревня Горка также находилась в подчинении Шумского сельсовета Волховского района.
По данным 1990 года деревня Горка входила в состав Шумского сельсовета Кировского района.
В 1997 году в деревне Горка Шумской волости проживали 126 человек, в 2002 году — 110 человек (русские — 94 %).
В 2007 году в деревне Горка Шумского СП проживали 118 человек, в 2010 году — 81.

## География
Деревня расположена в восточной части района на автодороге 41К-122 (Лаврово — Шум — Ратница), в месте примыкания к ней автодороги 41К-536 (Горка — Горгала).
Расстояние до административного центра поселения — 5 км.
Расстояние до ближайшей железнодорожной станции Войбокало — 4 км.
Деревня находится на левом берегу реки Гаричи.
Граничит с землями запаса и с землями сельскохозяйственного назначения Шумского сельского поселения.

## Демография
| 1838 | 1862 | 1885 | 1997 | 2007 | 2010 | 2011 |
| ---- | ---- | ---- | ---- | ---- | ---- | ---- |
| 217  | ↘214 | ↗223 | ↘126 | ↘118 | ↘81  | ↗94  |
| 2017 |      |      |      |      |      |      |
| ↘88  |      |      |      |      |      |      |

## Инфраструктура
По данным администрации на 2011 год деревня насчитывала 70 домов.

## Известные уроженцы
- Николай Иванович Антонов (1918—1995) — Герой Советского Союза (1944)
- Василий Алексеевич Егоров (1919—1964) — полный кавалер ордена Славы